# Hockey Club Lugano
L'Hockey Club Lugano o, più comunemente, Lugano o anche solo HCL (Lügán in dialetto ticinese), è un club di hockey su ghiaccio avente sede nell'omonima città svizzera; milita nella National League ed è affiliato alla Lega svizzera di hockey su ghiaccio.
A livello nazionale dalla stagione 1985/86 (anno di introduzione dei play-off) ha conquistato sette titoli (1986, 1987, 1988, 1990, 1999, 2003 e nel 2006), altre sette finali dei play-off. A livello internazionale vanta due partecipazioni al turno finale della Coppa Campioni, un Top Four Final di Eurolega, tre atti conclusivi della Coppa Spengler, due terzi posti nella Superfinal della IIHF Continental Cup e un terzo posto alla IIHF European Champions Cup (Super Six).
Fondato nel 1941 l'Hockey Club Lugano costituisce una significativa realtà della regione a sud del Monte Ceneri, in questo senso la funzione sociale svolta in particolare dalla Sezione Giovanile dell'Hockey Club Lugano, che conta oggi oltre 400 iscritti nelle diverse categorie di età e otto allenatori professionisti, è molto riconosciuta e apprezzata.
È una delle squadre più vincenti degli ultimi 30 anni nell'hockey svizzero. Dalla stagione 1985/1986 ha infatti conquistato sette titoli nazionali e altre sei finali dei play-off.
L'HC Lugano è presente nel famoso videogioco della EA Sports NHL 10 (sulla copertina è presente la superstar Petteri Nummelin), in NHL 11 (sulla copertina è presente la giovane promessa Mauro Jörg), in NHL 12 (sulla copertina argentata a tiratura limitata è presente il logo dell'HCL), in NHL 13, in NHL 14, in NHL 15 e in NHL 16. Nel videogioco è anche inclusa, ricreata nei minimi dettagli, la Resega.

## Storia

### Origini - Anni quaranta e cinquanta
L'Hockey Club Lugano viene costituito l'11 febbraio 1941 nella saletta del Ristorante Apollo; Alfonso Weber (allora pure giocatore del FC Lugano) è il primo presidente. Le prime partite si giocarono sul laghetto di Muzzano contro i "cugini" di Ambrì e le squadre improvvisate di Muzzano, Massagno e Paradiso. Sette anni dopo la fondazione, il club abbandona il lago di Muzzano per andare nel quartiere di Loreto. Il cambiamento permette di far conoscere pian piano il gioco dell'hockey ai cittadini grazie alle prime vere partite di esibizione di disco su ghiaccio.
Nel 1955 il club è obbligato a lasciare Loreto, si mette quindi in funzione l'impianto di Noranco, di proprietà del Sig. Mangili Albino. E a Lugano approda il primo vero acquisto della storia bianconera: il grigionese Beat Rüedi. Il giocatore-allenatore permette alla squadra di festeggiare l'anno seguente la prima promozione in prima divisione. L'anno seguente approdò in casa bianco-nera anche il primo acquisto canadese: il difensore Bob Mitchell.
Il 1 dicembre del 1957 viene inaugurata la prima pista artificiale che porterà il nome di Resega, l'ingegnere fu Geo Mantegazza, che trent'anni dopo portò il Lugano ai vertici dell'hockey svizzero. Nella stagione inaugurale della pista vi fu il primo professionista: Gene Miller. Vanno ricordati pure il cino-canadese Larry Kwong e Gérald Rigolet (considerato uno dei più grandi portieri della storia dell'hockey svizzero).

### La scalata in Lega Nazionale A - Anni sessanta-settanta
Nella stagione 1963-64 l'HCL raggiunge la promozione in LNB. In quella stagione si affaccia sul ghiaccio della Resega un grande talento che avrebbe fatto storia a Lugano: Alfio Molina. Inoltre approdano a Lugano due nazionali svizzeri che contribuiscono a questo successo sportivo: il difensore Elwyn Friedrich e l'ala Roland Bernasconi. Nell'anno del trentesimo compleanno arriva la promozione in LNA, tra gli acquisti figuravano: Arturo Baldi, Marzio Agustoni, Bernard Côté e il cecoslovacco Karel Blažek. Il Lugano resta 2 stagioni in LNA e nella stagione 1972-73 ritorna in LNB, dove rimane per altre nove stagioni pur annoverando tra i suoi ranghi giocatori quali i finnici Juha Pekka Rantasila e Henry Leppä e lo statunitense Tom Vanelli.
Nel 1978 nella storia del Lugano e dell'hockey svizzero entra colui che nel giro di pochi anni diventerà un grande personaggio: Geo Mantegazza. Con Mantegazza, Severo Antonini e Fausto Senni si forma un nuovo staff dirigenziale che permette la conquista di due risultati storici: per la prima volta il Lugano si classifica davanti all'Ambrì e riesce ad espugnare la Valascia per la prima volta il 23 ottobre 1979. L'uomo in più è nell'occasione Jim Koleff. Nella stagione 1979-80 ritorna a Lugano Fabio Gaggini che resterà legato ai colori bianconeri per molto tempo.

### L'era del Grande Lugano - Anni ottanta
Negli anni ottanta a Lugano arriva l'allenatore John Slettvoll con il quale l'HC Lugano vince 4 titoli di campione svizzero. Nella stagione 1985/1986 i Bianconeri vincono il loro primo titolo di campione svizzero battendo in Finale il HC Davos. Durante la stagione 1986/1987 il Lugano raggiunge la fase finale della Coppa Europa. Mentre in campionato conquista il suo secondo titolo nazionale battendo in finale dei play-off l'EHC Kloten. La stagione 1987/1988 si aggiudica infatti il suo terzo titolo consecutivo, ancora a spese dell'EHC Kloten. La Coppa Europa svoltasi in una Resega entusiasta. Gli ospiti d'onore sono CSKA Mosca, allora grande leader mondiale con le leggende Larionov, Makarov, Krutov e Fetisov, il Färjestad e il Kosice.
Nella stagione 1989/1990 il Lugano diventa per la quarta volta Campione Svizzero battendo in finale l'SC Bern. Alla fine della stagione al presidente Geo Mantegazza viene chiamato a succedergli Fabio Gaggini.

### L'affermazione - Anni novanta
Nella stagione 1990/1991 il Lugano partecipa al turno finale di Coppa Europa a Düsseldorf dove sfiora l'exploit con i campioni finlandesi del Turku.
Nella stagione 1991/1992, i bianconeri vengono eliminati ai quarti di finale dei play-off ad opera dello Zürcher SC. Durante la stagione il Lugano partecipa alla Coppa Spengler riuscendo a qualificarsi per la finale contro CSKA Mosca, battuti la sera prima ai rigori, perdendo per 5 a 2.
Alla guida della squadra per la stagione 1992/93 viene ingaggiato il canadese Andy Murray e come straniero viene ingaggiata una leggenda dell'Hockey su ghiaccio moderno: Igor' Larionov. Murray fatica ad adattarsi alla mentalità europea e a dicembre il club si vede costretto ad allontanarlo per richiamare Slettvoll. a fine stagione Larionov lascia Lugano e torna nella NHL dove vincerà per due anni di fila la Stanley Cup con i Detroit Red Wings. La stagione 1993/1994 viene disputata nella pista provvisoria chiamata Reseghina. La vecchia Resega è infatti in fase di demolizione in attesa della costruzione di un impianto nuovo e moderno. Per il campionato 1994-95 John Slettvoll cambia ruolo e diviene il direttore sportivo mentre l'allenatore diventa il finlandese Timo Lahtinen.
Il 25 settembre 1995 viene inaugurata la nuova Resega con la prima di campionato fra Lugano e Losanna. A ottobre il club si separa per mancanza di risultati da Lahtinen. John Slettvoll torna allora in panchina ma l'arma non si rivela vincente. La stagione 1995/1996 sarà ricordata per il triste destino toccato al difensore bianconero Pat Schafhauser che la sera del 5 dicembre 1995, sulla pista di Davos, va a sbattere violentemente contro la balaustra procurandosi una lesione del midollo spinale che lo costringe sulla sedia a rotelle. Dopo questo triste incidente viene costituita su iniziativa del Lugano la Fondazione Pat Schafhauser, ideata allo scopo di creare un fondo per eventuali incidenti di gioco. La Fondazione organizza ogni anno il famoso All-Star Game.
Per la stagione 1996/1997 alla transenna una vecchia conoscenza dell'hockey bianconero: Mats Waltin, reduce da due stagioni alla guida del Davos. Con lui arriva un altro grande svedese, Michael Nylander che lascia i Calgary Flames (NHL) per indossare la maglia bianconera.
La stagione 1997-98 comincia però male e a novembre Waltin viene sostituito da Jim Koleff che era venuto a Lugano in qualità di direttore sportivo.
Nella stagione 1998-99 il Lugano vince il suo quinto titolo di campione svizzero battendo in finale l'HC Ambrì-Piotta.
La stagione 1999/2000 porta a Lugano il Top Four Final, il girone finale a quattro per laureare la squadra campione d'Europa. Si impongono i russi del Metallurg Magnitogorsk battendo in finale lo Sparta Praga. Proprio i campioni cechi avevano eliminato l'HC Lugano.

### Ultimi trionfi e truffe societarie - Primi Anni duemila
La stagione 2000/2001, quella del 60º compleanno dell'HCL. In occasione dei festeggiamenti, una partita casalinga contro il Davos viene giocata indossando una maglia vintage. Nella stagione 2001/2002 viene costituita la Hockey Club Lugano SA, la società anonima che gestisce l'attività della prima squadra e della squadra Juniori Elite. Sulla panchina del Lugano arriva un ex giocatore della "Grande Russia": Zinetoula Biljaletdinov. Il Lugano ha un ottimo inizio di stagione ma gradualmente perde lucidità e gioco, fino all'eliminazione dalla Continental Cup ad opera dei Vipers Milano, cosicché la dirigenza bianconera si vede costretta a prendere la drastica decisione di allontanare l'allenatore in carica. Al suo posto ritorna sulla panchina Jim Koleff che fino ad allora ricopriva il ruolo di Direttore Sportivo.
Nella stagione 2002/2003 alla transenna arriva Larry Huras. Il Lugano si laurea per la sesta volta campione svizzero battendo in finale l'HC Davos.
Nella stagione 2003/2004 vince la nuova medaglia di bronzo nel Superfinal della Continental Cup disputata a Homel', in Bielorussia: l'edizione è vinta dai russi del Severstal Cherepovets. Il 22 febbraio 2004 vengono ufficialmente ritirate le maglie n. 1 di Alfio Molina, n. 2 di Sandro Bertaggia e n. 4 di Pat Schafhauser.
Nella stagione 2004/2005, grazie al lockout della NHL, a Lugano arrivano l'estremo difensore dei Colorado Avalanche David Äbischer, Kimmo Timonen, Jason Blake, Alex Tanguay e Martin Gelinas.
Nel campionato 2005/2006 il Lugano vince il suo settimo titolo di campione svizzero battendo in finale l'HC Davos.
Nella stessa stagione il Ladies Team vince il primo titolo di campionesse svizzere: un "double" storico.
Al termine del campionato 2006/2007 c'è un nuovo Consiglio d'Amministrazione della società anonima, presieduto e trascinato dal nuovo uomo forte del club, Paolo Rossi. Sul piano tecnico l'head-coach Ivano Zanatta e l'assistant coach Glen Williamson. Conquista il Bronzo nel Super Six della IIHF European Champions Cup di San Pietroburgo vinto dai russi dell'Ak Bars Kazan.
Nella stagione 2007-08 un'incapacità di reagire agli episodi negativi, il 5 dicembre 2007 costa la panchina a Ivano Zanatta. Per dare una scossa viene chiamato Kent Ruhnke; dopo undici gare consecutive senza aver realizzato più di due reti, il 9 gennaio 2008, il clamoroso ritorno di John Slettvoll alla transenna. La rincorsa ai play-off non riesce e così il Lugano si ritrova per la prima volta nella storia a disputare i play-out, dove esce al primo turno battendo l'EHC Basel.
Nel 2008 si conclude il caso "DiscoGate". L'inchiesta, avviata nel 2005, ha rivelato che, per un periodo di circa dieci anni, l'HCL aveva versato stipendi in nero a diciannove tra giocatori e allenatori stranieri, per un totale di oltre 6,8 milioni di franchi. Questa pratica ha portato a una sottrazione fiscale di quasi 4,4 milioni di franchi, comprendendo imposte alla fonte non versate e contributi alle assicurazioni sociali.A seguito delle indagini, l'ex presidente dell'HCL Beat Kaufmann e il presidente dell'Associazione HCL Fabio Gaggini sono stati accusati di frode fiscale e infrazione alla legge federale sui contributi AVS.  Il processo, inizialmente previsto per l'8 ottobre 2008, ha visto i due dirigenti imputati per aver truffato il fisco per un decennio. Questo scandalo ha evidenziato importanti lacune nel sistema fiscale del club e ha avuto un impatto significativo sull'immagine dell'Hockey Club Lugano, una squadra precedentemente considerata vincente e inscalfibile.
Dall'inizio delle indagini, nella stagione 2005/2006, la squadra non riuscirà più a vincere alcun titolo o trofeo, a dimostrazione del fatto che le truffe finanziarie messe in atto rappresentavano una sorta di "doping finanziario", che aveva garantito un vantaggio al club per circa un decennio. 
Per la stagione 2008/2009, John Slettvoll lascia l'HCL per incomprensioni interne. Per sostituirlo viene chiamato dalla Finlandia Hannu Virta. Al suo fianco viene promosso Sandro Bertaggia.
Nella stagione 2009/10 cambia la presidenza del club. Paolo Rossi viene sostituito da Silvio Laurenti. Alla transenna arriva Kent Johansson affiancato da Sandro Bertaggia. A metà novembre viene nominato nel ruolo di direttore sportivo Roland Habisreutinger. A gennaio Kent Johansson viene sostituito nel ruolo di allenatore da Philippe Bozon. Nei play-off il Berna, che conquisterà poi il titolo dopo una dura lotta in finale con il Ginevra, ha così gioco facile: il SC Bern vince la serie in sole quattro partite. Il peggior risultato dell'HCL nella storia dei play-off.
Il 6 aprile 2010 la famiglia bianconera piange invece per una tragedia. Sotto una slavina sul suo amato Monte Bar viene ritrovato il corpo del preparatore atletico Tiziano Muzio. Un uomo speciale che ha attraversato per trent'anni la vita del club, guadagnandosi la stima e il rispetto di tutti per la sua competenza, ma ancor di più per la sua sensibilità e la sua generosità. Il suo nome evocherà per sempre a Lugano valori come lo spirito di sacrificio e la passione per il proprio lavoro.

### Il ritorno ai vertici
La stagione 2015/2016 non inizia bene per il Lugano allenato da Patrick Fischer e Peter Andersson (ex giocatore bianconero), infatti, la società si vede costretta ad un cambiamento totale nella propria panchina già ad ottobre, in fondo alla classifica e senza apparenti soluzioni al problema.
Vengono allora ingaggiati Doug Shedden come allenatore e Pat Curcio come assistente allenatore che riescono a far risalire in classifica la squadra e, già a dicembre, raggiungere l'atto conclusivo della Coppa Spengler contro il Team Canada, vittorioso per 4-3.
Il Lugano finisce la regular season 5º in classifica e di conseguenza si qualifica ai playoff.
I quarti di finale si svolgono contro l'EV Zug, battuto 4-0 nella serie e eliminato. I bianconeri ritrovano dopo 10 anni la semifinale, contro la squadra del Genève-Servette Hockey Club che sconfisse 4-1 l'Hockey Club Fribourg-Gottéron ai quarti. Il Lugano si impone con qualche difficoltà sui ginevrini per 4-2 nella serie e passa dunque in finale contro il SC Bern, che nei quarti di finale e nelle semifinali sconfisse rispettivamente gli ZSC Lions e l'HC Davos.
I ticinesi non riescono a diventare campioni svizzeri venendo sconfitti 1-4 contro i bernesi.
Le aspettative per il campionato 2016/2017 sono alte, confermate dal nuovo record di abbonamenti stagionali alla Resega (4'748). Tra gli arrivi, oltre agli svedesi Sondell e Zackrisson, spicca il nome di Dario Bürgler, scorer di razza in cerca di rilancio mentre Pettersson ha lasciato Lugano per la Russia.
Complici anche gli impegni in agosto e settembre della poco remunerativa Champions Hockey League, Chiesa (nuovo capitano) e compagni vivono un autunno difficile, contrassegnato da tanti infortuni tra i difensori e tante sconfitte, soprattutto lontano dalla Resega. Il buon cammino alla Coppa Spengler, culminato in un'ulteriore finale persa contro il Team Canada, non basta questa volta per ricompattare il gruppo e, a metà gennaio, la società esonera Shedden e Curcio, richiamando in Ticino Greg Ireland, l'uomo della salvezza nei playout del 2011. Al suo fianco il finlandese Jussi Silander, già integrato nell'organico del Club come assistente dei Ticino Rockets. Il nuovo staff tecnico stimola in breve tempo ogni elemento della rosa, ripartisce compiti e responsabilità. Il Lugano si presenta così ai playoff sì dalla settima posizione ma con uno spirito rinnovato. E proprio l'attitudine e la voglia di sacrificio sono le armi vincenti per eliminare in sei partite nei quarti di finale i favoriti ZSC Lions, compagine ricca di talento. La serie è entusiasmante, condita pure da colpi di scena fuori dal ghiaccio come la ricusa del sostituto giudice unico della National League.
Sullo slancio i bianconeri espugnano Berna in gara 1 di semifinale. Ma la forza dei campioni svizzeri, che si riconfermeranno tali, è impressionante e gli uomini di Jalonen fanno loro le successive quattro sfide, l'ultima alla Postfinance Arena chiusasi ai rigori. Per l'HCL una stagione in chiaroscuro e molto intensa. Dalla frustrazione dei mesi autunnali si è passati alle gioie e all'entusiasmo straripante di marzo.
Sotto la leadership di Greg Ireland, che si conferma coach capace di motivare e coinvolgere nel suo progetto di squadra ogni giocatore, il Lugano disputa la regular season 2017/2018, chiusa al quarto posto, sempre tra i primi in classifica. Una stagione regolare serena e in buona sintonia con la tifoseria, contrassegnata anche dall'esplosione offensiva di Gregory Hofmann e di Luca Fazzini, quest'ultimo Top Scorer della RS. Il nuovo centro finlandese Jani Lajunen risponde alle aspettative e il suo gioco fisico ed essenziale contribuisce non poco a dare consistenza alla squadra, al pari di Maxim Lapierre, vero trascinatore del gruppo. Nella penultima gara della regular season succede qualcosa di incredibile: capitan Chiesa, Dario Bürgler e Damien Brunner sono vittime a Davos di tre gravi infortuni che li escludono dai giochi che contano. Una contingenza che rafforza però ulteriormente lo spirito di sacrificio. I bianconeri superano dapprima l'ambizioso Friborgo per 4-1 nei quarti di finale. In semifinale il Lugano fa fuori anche il Bienne, dopo aver rimontato un parziale di 0-2 nella serie e un parziale di 0-3 in gara 3, quando la rete in shorthand dell'eroico Reuille suona la carica. La finale contro gli ZSC Lions è entusiasmante. Le parate dello stratosferico Merzlikins, il cuore e la passione messi in pista da un gruppo di uomini che si piega ma non si spezza mai esaltano il popolo bianconero e la Resega torna ad essere una vera bolgia con cinque "sold out" consecutivi. Si arriva a gara 7 decisa dall'unico gol di Geering. L'amarezza è grande ma, dopo qualche giorno, prevale l'orgoglio per una squadra che nei playoff ha schierato la bellezza di dieci elementi con un'età inferiore ai 25 anni, tutti formati nella Sezione Giovanile del Club!

## Cronologia
- 1940 - 1943: -
- 1943 - 1944: Serie B
- 1944 - 1945: Campionato ticinese
- 1945 - 1946: Serie B
- 1946 - 1950: -
- 1950 - 1955: Campionato ticinese
- 1955 - 1956: Serie B
- 1956 - 1964: Prima Lega (ex Serie A)
- 1964 - 1971: Lega Nazionale B
- 1971 - 1973: Lega Nazionale A
- 1973 - 1982: Lega Nazionale B
- 1982 - oggi: Lega Nazionale A

### Cronistoria
|  | - 1940-41 · 11 febbraio, fondazione dell'Hockey Club Lugano. L'uniforme è una maglia Bianca e Nera. Amichevoli - 1941-42 Nessuna attività - 1942-43 Campionato ticinese - 1943-44 3° Rango Gruppo 4 Serie B - 1944-45 Campionato ticinese - 1945-46 3° Rango Gruppo TI Serie B - 1946-47 Amichevoli - 1947-48 Nessuna attività - 1948-49 Amichevoli e Challenge Lucchini - 1949-50 Amichevoli - 1950-51 Campionato ticinese - 1951-52 Campionato ticinese - 1952-53 Campionato ticinese - 1953-54 Campionato ticinese - 1954-55 · - Promozione in Serie B Campionato ticinese - 1955-56 · - Promozione in 1. Lega (ex Serie A) 1° nella regular season 2. Lega (3° nelle finali nazionali) - 1956-57 ?° nella regular season 1. Lega - 1957-58 1° nella regular season 1. Lega Gruppo 3 (sconfitto nelle finali regionali) - 1958-59 1° nella regular season 1. Lega Gruppo 2 (sconfitto nelle finali nazionali) - 1959-60 ?° nella regular season 1. Lega - 1960-61 2° nella regular season 1. Lega Gruppo 1 - 1961-62 2° nella regular season 1. Lega Gruppo 2 - 1962-63 7° nella regular season 1. Lega Gruppo 2 - 1963-64 1° nella regular season 1. Lega Gruppo 1 (Campione di 1. Lega) · Campione di Prima Lega - Promozione in LNB - 1964-65 5º nella regular season LNB (gruppo est) - 1965-66 2º nella regular season LNB (gruppo est) - 1966-67 3º nella regular season LNB (gruppo est) - 1967-68 6° nella regular season LNB (gruppo est) - 1968-69 7° nella regular season LNB (gruppo est) - 1969-70 · 7º Rango girone promozione 1° nella regular season LNB (gruppo est) - 1970-71 · Campione di LNB - Promozione in LNA 1° nella regular season LNB (gruppo est) - 1971-72 · 4º. Rango nella fase finale 2º nella regular season LNA - 1972-73 · Retrocesso in LNB 8º nella regular season LNA - 1973-74 · 2º Rango girone promozione 3º nella regular season LNB (gruppo est) - 1974-75 · 4º Rango girone retrocessione 5º nella regular season LNB (gruppo est) - 1975-76 · 6º Rango girone promozione 4º nella regular season LNB (gruppo est) - 1976-77 · 4º Rango girone promozione 2° nella regular season LNB (gruppo est) - 1977-78 8º nella regular season LNB - 1978-79 5º nella regular season LNB - 1979-80 3 nella regular season LNB (gruppo est) - 1980-81 3 nella regular season LNB (gruppo est) - 1981-82 · Campione di LNB - Promozione in LNA 1 nella regular season LNB (gruppo est) - 1982-83 · 6º nella LNA Partecipazione al turno per il titolo - 1983-84 · 4º nella LNA Partecipazione al turno per il titolo - 1984-85 · 2º nella LNA Partecipazione al turno per il titolo - 1985-86 · Campione Svizzero (1º Titolo) 1º nella regular season LNA - 1986-87 · Campione Svizzero (2º Titolo) 1º nella regular season LNA Finalista Coppa dei campioni - 1987-88 · Campione Svizzero (3º Titolo) 1º nella regular season LNA Semifinale Coppa dei campioni - 1988-89 · Finale play-off sconfitto dal SC Bern 1º nella regular season LNA Semifinale Coppa dei campioni - 1989-90 · Campione Svizzero (4º Titolo) 1º nella regular season LNA - 1990-91 · Finale play-off sconfitto dal SC Bern 2º nella regular season LNA Finalista Coppa dei campioni - 1991-92 · Quarti di finale play-off sconfitto dai Zürcher SC 2º nella regular season LNA Finalista Coppa Spengler 1991 sconfitto dal CSKA Mosca - 1992-93 · Semifinale play-off sconfitto dai EHC Kloten 4º nella regular season LNA - 1993-94 · Semifinale play-off sconfitto dai EHC Kloten 3º nella regular season LNA - 1994-95 · Quarti di finale play-off sconfitto dai EHC Kloten 2º nella regular season LNA - 1995-96 · Quarti di finale play-off sconfitto dai EHC Kloten 7º nella regular season LNA - 1996-97 · Semifinale play-off sconfitto dal SC Bern 5º nella regular season LNA - 1997-98 · Quarti di finale play-off sconfitto dal HC Davos 6º nella regular season LNA - 1998-99 · Campione Svizzero (5º Titolo) 3º nella regular season LNA - 1999-00 · Finale play-off sconfitto dai ZSC Lions 1º nella regular season LNA 4º European Hockey League 1999-2000 - 2000-01 · Finale play-off sconfitto dai ZSC Lions 1º nella regular season LNA - 2001-02 · Semifinale play-off sconfitto dai ZSC Lions 2º nella regular season LNA - 2002-03 · Campione Svizzero (6º Titolo) 4º nella regular season LNA IIHF Continental Cup 2002-2003 - 2003-04 · Finale play-off sconfitto dal SC Bern 1º nella regular season LNA IIHF Continental Cup 2003-2004 - 2004-05 · Quarti di finale play-off sconfitto dal SC Bern 1º nella regular season LNA - 2005-06 · Campione Svizzero (7º Titolo) 2º nella regular season LNA - 2006-07 · Quarti di finale play-off sconfitto dai Kloten Flyers 4º nella regular season LNA IIHF European Champions Cup 2007 - 2007-08 · Primo turno play-out 9º nella regular season LNA - 2008-09 · Quarti di finale play-off sconfitto dal HC Davos 4º nella regular season LNA - 2009-10 · Quarti di finale play-off sconfitto dal SC Bern 8º nella regular season LNA - 2010-11 · Primo turno play-out 10º nella regular season LNA - 2011-12 · Quarti di finale play-off sconfitto dal HC Fribourg-Gotteron 6º nella regular season LNA - 2012-13 · Quarti di finale play-off sconfitto dal EV Zug 6º nella regular season LNA - 2013-14 · Quarti di finale play-off sconfitto dal Ginevra Servette 5º nella regular season LNA - 2014-15 · Quarti di finale play-off sconfitto dal Ginevra Servette 3º nella regular season LNA - 2015-16 · Finale play-off sconfitto dal SC Bern 5º nella regular season LNA Finalista Coppa Spengler 2015 sconfitto dal Team Canada - 2016-17 · Semifinale play-off sconfitto dal SC Bern 7º nella regular season LNA Finalista Coppa Spengler 2016 sconfitto dal Team Canada - 2017-18 · Finale play-off sconfitto dai ZSC Lions 4º nella regular season LNA - 2018-19 · Quarti di finale play-off sconfitto dal EV Zug 7º nella regular season LNA - 2019-20 · Playoff non disputati a causa della pandemia di COVID-19 8º nella regular season LNA - 2020-21 · Quarti di finale play-off sconfitto dal SC Rapperswil-Jona Lakers 7º nella regular season LNA - 2021-22 · Quarti di finale play-off sconfitto dal EV Zug 9º nella regular season LNA - 2022-23 · Quarti di finale play-off sconfitto dal Ginevra-Servette 10º nella regular season LNA - 2023-24 · Quarti di finale play-off sconfitto dal Friburgo-Gottéron 7º nella regular season LNA |

## Colori e simboli

### Colori
80 anni di evoluzione grafica della maglia bianconera.
| Maglia casalinga preseason 2020/21 | Maglia trasferta preseason 2020/21 |
|                                    |                                    |

| Maglia casalinga 2008/09 | Maglia trasferta 2008/09 | Maglia pre-stagionale 2008/09 |
|                          |                          |                               |

| anni cinquanta | anni sessanta | anni settanta |
|                |               |               |

| anni ottanta | anni novanta-00 |
|              |                 |

### Simboli ufficiali

#### Stemma

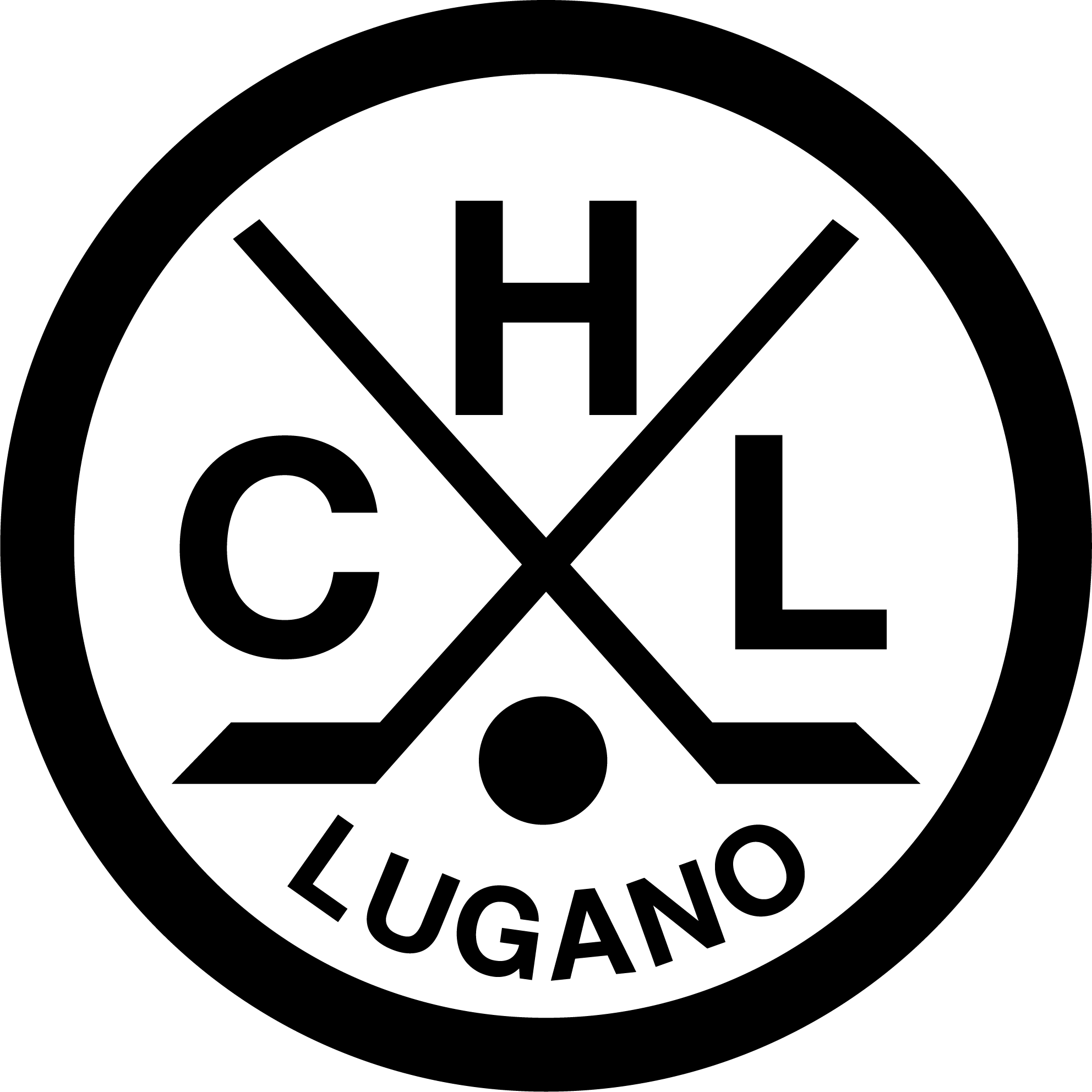
Il logo bianconero ufficializzato nel 2020

Il logo club ha subito varie modifiche nel corso della sua storia: dalla semplice stilizzazione dell'acronimo HCL, all'amatissima pantera nera, mascotte e simbolo della dedizione e della grinta messa in campo dai giocatori bianconeri. Nell'estate del 2020 in onore dell'ottantesimo anno d'età, la società ha scelto di rinnovare il suo logo. Dal nuovo stemma bianconero, che sarà utilizzato su tutti i supporti del club, è scomparso il colore giallo.

#### Inno
L'inno storico dell'HC Lugano è Forza Lugano Forza, intonato sempre nel pre-partita e -in caso di vittoria- anche a fine incontro (nei match casalinghi).  Nel corso della stagione 2010-11 nacque una versione alternativa: Stella bianconera. La canzone scritta da Paolo Meneguzzi e Leo Leoni per celebrare il 70º anniversario del club.

## Pista
La Resega è una pista di hockey su ghiaccio, situata nel quartiere di Cornaredo a Porza, nelle vicinanze di Lugano.
Dopo 3 anni di costruzione, la pista attuale è stata inaugurata nel 1995, dopo la demolizione della precedente.
La Resega contiene due piste di ghiaccio, ha una capienza di 7 200 persone (4 300 seduti e 2 500 in piedi), 9 spogliatoi, una decina di buvettes, un ristorante-pizzeria, due fan-shops, due Vip Lounges e una sala riunioni. Dalla stagione 2007/08 la pista è dotata di una tribuna disabili all'avanguardia. È l'unica pista in Svizzera ad essersi dotata di una simile struttura ubicata alla stessa altezza delle tribune normali. In precedenza, infatti, i disabili erano costretti a seguire le partite ad altezza balaustra, e in condizioni disagiate. La nuova tribuna offre tutte le comodità (accesso facilitato, servizi dedicati, ristorante) che un tifoso disabile necessita. Dalla stagione 2009/10 la pista dispone anche di schermi giganti di ultima generazione.
Nell'attuale Resega, l'HC Lugano ha vinto due titoli di campione svizzero (2003, 2006) e perso quattro finali (2001, 2004, 2016, 2018).
Sotto la volta della Resega è appeso lo stendardo celebrativo dei 7 titoli di campione svizzero, delle 5 maglie ritirate e dei 6 titoli di campionesse svizzere del Ladies Team.
L'area in cui sorge la pista della Resega è stata fortemente modificata dall'importante progetto urbanistico del Nuovo Quartiere di Cornaredo, che nel corso degli anni 2010-2015 ha cambiato radicalmente il volto di quella zona della città, facendone un'area fieristica e di svago.
Dal 2019 la Resega è stata rinominata Cornèr Arena dopo un accordo fra il club e l'omonima banca.

## Rosa
Aggiornato al 15 settembre 2024.
| N. | Naz.                                       | Ruolo | Nome                   | Anno | Alt. | Peso | Tiro | Note        |
| -- | ------------------------------------------ | ----- | ---------------------- | ---- | ---- | ---- | ---- | ----------- |
| 34 | Svizzera (bandiera)                        | P     | Niklas Schlegel        | 1994 | 178  | 75   | L    | -           |
| 37 | Svizzera (bandiera)                        | P     | Joren van Pottelberghe | 1997 | 191  | 85   | L    | -           |
|    |                                            |       |                        |      |      |      |      |             |
| 22 | Svizzera (bandiera) · Finlandia (bandiera) | D     | Santeri Alatalo        | 1990 | 180  | 80   | L    | -           |
| 25 | Svizzera (bandiera)                        | D     | Mirco Müller           | 1995 | 191  | 95   | L    | -           |
| 26 | Svizzera (bandiera)                        | D     | David Aebischer        | 2000 | 180  | 83   | R    | -           |
| 28 | Svizzera (bandiera)                        | D     | Samuel Guerra          | 1993 | 183  | 85   | L    | -           |
| 41 | Svizzera (bandiera)                        | D     | Leandro Hausheer       | 2003 | 193  | 88   | R    | -           |
| 52 | Finlandia (bandiera)                       | D     | Jesper Peltonen        | 1998 | 178  | 81   | L    | Licenza CH  |
| 48 | Svizzera (bandiera)                        | D     | Nick Meile             | 2004 | 191  | 93   | L    | -           |
| 63 | Svezia (bandiera)                          | D     | Carl Dahlström         | 1995 | 193  | 96   | L    | -           |
|    |                                            |       |                        |      |      |      |      |             |
| 7  | Canada (bandiera)                          | A     | Daniel Carr            | 1991 | 183  | 88   | L    | -           |
| 10 | Svizzera (bandiera)                        | A     | Marco Müller           | 1994 | 174  | 81   | L    | -           |
| 11 | Svizzera (bandiera)                        | A     | Marco Zanetti          | 2002 | 173  | 74   | R    | -           |
| 12 | Finlandia (bandiera)                       | A     | Aleksi Peltonen        | 1998 | 178  | 81   | L    | Licenza CH  |
| 13 | Svizzera (bandiera) · Canada (bandiera)    | A     | Matthew Verboon        | 2000 | 185  | 89   | L    | -           |
| 14 | Svizzera (bandiera)                        | A     | Lorenzo Canonica       | 2003 | 181  | 87   | L    | -           |
| 17 | Svizzera (bandiera)                        | A     | Luca Fazzini           | 1995 | 176  | 86   | R    | -           |
| 20 | Canada (bandiera)                          | A     | Cole Cormier           | 2002 | 178  | 81   | L    | Licenza CH  |
| 23 | Italia (bandiera)                          | A     | Giovanni Morini        | 1995 | 187  | 89   | L    | Licenza CH  |
| 36 | Stati Uniti (bandiera)                     | A     | Mark Arcobello         | 1988 | 172  | 79   | R    | -           |
| 57 | Svizzera (bandiera)                        | A     | Liekit Reichle         | 2003 | 186  | 86   | L    | In prestito |
| 67 | Rep. Ceca (bandiera)                       | A     | Jiří Sekáč             | 1992 | 189  | 91   | L    | -           |
| 75 | Lettonia (bandiera) · Svizzera (bandiera)  | A     | Roberts Cjunskis       | 2003 | 184  | 88   | R    | -           |
| 78 | Svizzera (bandiera)                        | A     | Stéphane Patry         | 2000 | 181  | 79   | L    | -           |
| 88 | Canada (bandiera)                          | A     | Michael Joly           | 1995 | 180  | 79   | L    | -           |
| 96 | Rep. Ceca (bandiera)                       | A     | Radim Zohorna          | 1996 | 198  | 104  | L    | -           |
| 97 | Svizzera (bandiera)                        | A     | Calvin Thürkauf        | 1997 | 188  | 93   | L    | -           |

Legenda: P=Portiere; D=Difensore; A=Attaccante; L=Sinistra; R=Destra

### Staff tecnico
Aggiornato al 18 gennaio 2025.
| Ruolo                               | Nome                |
| ----------------------------------- | ------------------- |
| Allenatore:                         | Uwe Krupp           |
| Vice allenatore:                    | Kalle Kaskinen      |
| Vice allenatore:                    | Kristen Cantoni     |
| Team Manager:                       | Mirko Bertoli       |
| Responsabile Materiale:             | Nicklas Karlsson    |
| Aiuto materiale:                    | Edy Cameroni        |
| Responsabile video:                 | Paolo Morini        |
| Preparatore atletico (pattinaggio): | Flavien Conne       |
| Allenatori portieri:                | Paolo Della Bella   |
| Preparatore atletico (condizioni):  | Lassi Laakso        |
| Medico della squadra:               | Marco Marano        |
| Medico delle partite:               | Paolo Michalopoulos |
| Massaggiatore:                      | Luca Fregosi        |
| Fisioterapista:                     | Marco Cattaneo      |
| Terapista manuale:                  | Rolf Walter         |

## Giocatori celebri
- Giochi olimpici:

 Jukka Hentunen: 2006
 Petteri Nummelin: 2006
 Ville Peltonen: 2006
- Giochi olimpici:

 Maxim Lapierre: 2018
- Campionato del mondo:

 Mats Näslund: 1991
- Campionato del mondo:

 Tommy Sjödin: 1995
 Michael Nylander: 1997
 Jukka Hentunen: 2007
 Julien Vauclair: 2013
 Gregory Hofmann: 2018
- Campionato del mondo:

 Peter Andersson: 2001
 Jukka Hentunen: 2006
 Petteri Nummelin: 2006
 Ville Peltonen: 2006

### Maglie ritirate
| Numero | Nome             | Periodo             | Data ritiro      |
| ------ | ---------------- | ------------------- | ---------------- |
| 1      | Alfio Molina     | 1964-1987           | 22 febbraio 2004 |
| 2      | Sandro Bertaggia | 1985-2003           | 22 febbraio 2004 |
| 4      | Pat Schafhauser  | 1994-1996           | 22 febbraio 2004 |
| 33     | Petteri Nummelin | 2001-2006 2008-2013 | 31 agosto 2013   |
| 40     | Flavien Conne    | 2000-2014           | 16 agosto 2014   |
| 44     | Andy Näser       | 1997-2010           | 28 agosto 2010   |

Il 22 febbraio 2004 la Resega vive un pomeriggio di profonda emozione. In un ambiente di grande partecipazione collettiva vengono ufficialmente ritirate le maglie no. 1 di Alfio Molina, no. 2 di Sandro Bertaggia e no. 4 di Pat Schafhauser con quest'ultimo collegato "live" via satellite e visibilmente commosso. In seguito il 28 agosto 2010 in occasione della presentazione ufficiale della squadra (stagione 2010-11), davanti a 4 000 tifosi viene ritirata la maglia del no. 44 di Andy Näser. Il 31 agosto 2013 durante la Nummy Night, un evento per salutare il folletto finlandese, è stata ritirata la maglia no. 33 di Petteri Nummelin. La maglia no. 40 di Flavien Conne, che ha giostrato nelle file luganesi per 14 anni, è stata ritirata durante la presentazione della squadra ai tifosi il 16 agosto 2014.
Il 22 febbraio 2004 la Resega vive un pomeriggio di profonda emozione. In un ambiente di grande partecipazione collettiva vengono ufficialmente ritirate le maglie no. 1 di Alfio Molina, no. 2 di Sandro Bertaggia e no. 4 di Pat Schafhauser con quest'ultimo collegato "live" via satellite e visibilmente commosso. In seguito il 28 agosto 2010 in occasione della presentazione ufficiale della squadra (stagione 2010-11), davanti a 4 000 tifosi viene ritirata la maglia del no. 44 di Andy Näser. Il 31 agosto 2013 durante la Nummy Night, un evento per salutare il folletto finlandese, è stata ritirata la maglia no. 33 di Petteri Nummelin. La maglia no. 40 di Flavien Conne, che ha giostrato nelle file luganesi per 14 anni, è stata ritirata durante la presentazione della squadra ai tifosi il 16 agosto 2014.

## Allenatori e presidenti
Nella storia dell'Hockey Club Lugano si sono succeduti 16 presidenti e 43 allenatori

### Allenatori[12]
| Periodo | Periodo | Nome            |
| Da      | A       | Nome            |
| ------- | ------- | --------------- |
| 1941    | 1942    | Pepi Paulon     |
| 1942    | 1944    | Muggli          |
| 1944    | 1945    | Muggelesi       |
| 1945    | 1955    | Guido Keller    |
| 1955    | 1958    | Beat Rüedi      |
| 1958    | 1959    | Gene Miller     |
| 1959    | 1961    | Larry Kwong     |
| 1961    | 1962    | Gene Miller     |
| 1962    | 1962    | Menghini        |
| 1962    | 1963    | Casanova        |
| 1963    | 1966    | Elwyn Friedrich |
| 1966    | 1967    | Bibi Torriani   |
| 1967    | 1968    | Donald Bush     |
| 1968    | 1968    | Jürg Zimmermann |
| 1968    | 1969    | Faoro           |
| 1969    | 1971    | Reynald Lacroix |
| 1971    | 1973    | Bernard Côté    |
| 1973    | 1974    | Bryan Whittal   |
| 1974    | 1975    | Pleticha        |
| 1975    | 1975    | Tucci           |
| 1975    | 1976    | Bernard Côté    |
| 1976    | 1978    | Jack McDonald   |
| 1978    | 1979    | Jiří Kren       |
| 1979    | 1980    | Jean Cusson     |
| 1980    | 1981    | Bernard Côté    |
| 1981    | 1983    | Réal Vincent    |

| Periodo | Periodo | Nome                   |
| Da      | A       | Nome                   |
| ------- | ------- | ---------------------- |
| 1983    | 1992    | John Slettvoll         |
| 1992    | 1992    | Andy Murray            |
| 1992    | 1994    | John Slettvoll         |
| 1994    | 1995    | Timo Lahtinen          |
| 1995    | 1996    | John Slettvoll         |
| 1996    | 1997    | Mats Waltin            |
| 1996    | 2001    | Jim Koleff             |
| 2001    | 2001    | Zinetula Bilyaletdinov |
| 2001    | 2002    | Jim Koleff             |
| 2002    | 2006    | Larry Huras            |
| 2006    | 2006    | Harold Kreis           |
| 2006    | 2007    | Ivano Zanatta          |
| 2007    | 2008    | Kent Ruhnke            |
| 2008    | 2009    | John Slettvoll         |
| 2009    | 2009    | Hannu Virta            |
| 2009    | 2010    | Kent Johansson         |
| 2010    | 2011    | Philippe Bozon         |
| 2011    | 2011    | Mike McNamara          |
| 2011    | 2011    | Greg Ireland           |
| 2011    | 2011    | Barry Smith            |
| 2011    | 2013    | Larry Huras            |
| 2013    | 2015    | Patrick Fischer        |
| 2015    | 2017    | Doug Shedden           |
| 2017    | 2019    | Greg Ireland           |
| 2019    | 2019    | Sami Kapanen           |
| 2019    | 2021    | Serge Pelletier        |
| 2021    | 2022    | Chris McSorley         |
| 2022    | 2025    | Luca Gianinazzi        |
| 2025    |         | Uwe Krupp              |

## Palmarès

### Competizioni nazionali
- Campionato svizzero: 7:
1985-86, 1986-87, 1987-88, 1989-90, 1998-99, 2002-03, 2005-06
- Regular Season (dalla stagione 1985-86): 9:
1985-86, 1986-87, 1987-88, 1988-89, 1989-90, 1999-00, 2000-01, 2003-04, 2004-05
- Campionato svizzero - Lega Nazionale B: 2
1970-71, 1981-82
- Campionato svizzero - Prima Lega: 1
1963-64

#### Altri piazzamenti nazionali
- Campionato svizzero: 7 secondi posti:
1988-89, 1990-91, 1999-00, 2000-01, 2003-04, 2015-16, 2017-18
- Campionato svizzero: 5 semifinali:
1992-93, 1993-94, 1996-97, 2001-02, 2016-17
- Regular Season (dalla stagione 1985-86): 5 secondi posti:
1990-91, 1991-92, 1994-95, 2001-02, 2005-06
- Regular Season (dalla stagione 1985-86): 2 terzi posti:
1993-94, 1998-99

### Competizioni internazionali
- Coppa dei campioni: 1 quarto posto
1986-87
- European Hockey League: 1 quarto posto
1999-00
- IIHF European Champions Cup: 1 terzo posto
2007
- IIHF Continental Cup: 2 terzi posti
2002-03, 2003-04
- Coppa Spengler: 3 secondi posti
1991, 2015, 2016

## Statistiche e record

### Statistiche individuali
Tabella riassuntiva dei migliori giocatori della storia dell'HC Lugano.
(Aggiornato al 9 Giugno 2021)
| Tipo di record          | Nome                                                                       | Record                  |
| ----------------------- | -------------------------------------------------------------------------- | ----------------------- |
| Partite                 | Julien Vauclair Raffaele Sannitz Sandro Bertaggia Jean-Jacques Aeschlimann | 939 889 789 712         |
| Goal                    | Jörg Eberle Andy Ton Kent Johansson Lüthi Petteri Nummelin JJ Aeschlimann  | 268 195 162 149 139 138 |
| Assist                  | Petteri Nummelin Andy Ton Kent Johansson JJ Aeschlimann                    | 322 267 189 180         |
| Punti                   | Andy Ton Petteri Nummelin Jörg Eberle Kent Johansson                       | 462 461 441 351         |
| Goal/Partite            | Mats Hallin                                                                | 1.25                    |
| Punti/Partite           | Kent Johansson                                                             | 2.17                    |
| Goal (PP)               | Jörg Eberle                                                                | 40                      |
| Goal (SH)               | Kent Johansson                                                             | 9                       |
| Goal (OT)               | Régis Fuchs                                                                | 5                       |
| Goal (GW)               | Jörg Eberle                                                                | 46                      |
| Hattricks               | Kent Johansson                                                             | 12                      |
| Min. Penalità           | Raffaele Sannitz                                                           | 1003                    |
| All. % partite/vittorie | Harold Kreis                                                               | 80% (15/12)             |

### Statistiche di Squadra
Tabella riassuntiva di tutti i record detenuti dalla società bianconera nella National League A.
| Tipo di record                                                                             | Record                                              | Stagione          |
| ------------------------------------------------------------------------------------------ | --------------------------------------------------- | ----------------- |
| Punti massimi in Regular Season                                                            | 93                                                  | 2014/15           |
| Maggior numero di vittorie in Regular Season                                               | 35                                                  | 2003/04           |
| Maggior numero di shutout in Regular Season (totale)                                       | 10                                                  | 1999/00           |
| Maggior numero di shutout in Regular Season (in trasferta)                                 | 5                                                   | 1999/00           |
| Serie consecutiva di vittorie in avvio di Regular Season (totale)                          | 10                                                  | 2003/04           |
| Serie consecutiva di vittorie in avvio di Regular Season (in casa)                         | 22                                                  | 1999/00           |
| Serie consecutiva di partite senza perdere punti in avvio di Regular Season (in casa)      | 13                                                  | 2004/05           |
| Serie consecutiva di partite senza perdere punti in avvio di Regular Season (in trasferta) | 5                                                   | 1985/86 e 2003/04 |
| Serie consecutiva di vittorie in Regular Season (totale)                                   | 27                                                  | 1987/88           |
| Serie consecutiva di vittorie in Regular Season (in casa)                                  | 22                                                  | 1999/00           |
| Serie consecutiva di vittorie in Regular Season (in trasferta)                             | 15                                                  | 1987/88           |
| Serie consecutiva di partite senza perdere punti in Regular Season (totale)                | 15                                                  | 1988/89           |
| Serie consecutiva di partite senza perdere punti in Regular Season (in casa)               | 17                                                  | 1999/00           |
| Serie consecutiva di partite senza perdere punti in Regular Season (in trasferta)          | 12                                                  | 1987/88 e 2000/01 |
| Realizzare 4 goal nel minor tempo                                                          | 01' 24" (HC Lugano - HC Davos 7:1)                  | 1985/86           |
| Maggior numero di minuti senza subire goal in Regular Season                               | 248' 10" (Huet Christobal, 19.10.1999-22.10.1999)   | 1999/00           |
| Maggior numero di partite di play-off giocate consecutivamente                             | 214                                                 | 1985/86 - 2006/07 |
| Maggior numero di partite di play-off giocate (globale)                                    | 214                                                 | 1985/86 - 2006/07 |
| Maggior numero di partite di play-off vinte                                                | 136                                                 | 1985/86 - 2006/07 |
| Maggior numero di stagioni consecutive con qualificazione ai play-off                      | 22                                                  | 1985/86 - 2006/07 |
| Goal più veloce dall'inizio del campionato                                                 | 00' 08" (Sebastien Reuille, 07.12.2013 SC Bern-HCL) | 2013/14           |

## Tifoseria
Il cuore del tifo organizzato dell'HC Lugano è la Curva Nord. 
I tre principali gruppi di tifosi erano i Ragazzi della Nord (dal 1985), i Nord Veterans (dal 1995) e la FOSSA (dal 1997). Durante la stagione 2020 i gruppi ultras si sono sciolti.
Il 1 agosto 2021 esce un comunicato di un nuovo gruppo organizzato CNL21 (Curva Nord Lugano 21).

### Gemellaggi
- Kölner Haie

I tifosi del Lugano hanno stretto un forte gemellaggio con i tedeschi del Colonia.
- Losanna

I Ragazzi della Nord hanno stretto una forte amicizia con la Section Ouest di Losanna.

### Rivalità
- Ambrì-Piotta
- ZSC Lions
- Kloten Flyers

- Berna
- Davos

I supporter del Lugano vivono un'accesa rivalità soprattutto con la squadra dell'Hockey Club Ambrì-Piotta, per ragioni storiche e logistiche. Infatti per la vicinanza geografica e poiché le due squadre ticinesi hanno militato spesso nella stessa divisione, questo evento negli ultimi due decenni (dalla salita in LNA del Lugano) è molto sentito nel cantone. Storiche sono le due risse scoppiate sul campo di ghiaccio nel 1973 (23 gennaio) e nel 1987 (10 gennaio), che la stampa ha successivamente definite "botte da orbi".
Le rivalità nei confronti delle squadre zurighesi hanno radici piuttosto profonde e si accrebbero ulteriormente dopo l'introduzione dei play-off.

Le tensioni con il Kloten vennero alimentate dalle continue sfide che anno dopo anno misero di fronte le due squadre, a cominciare dalle finali del 1987 e del 1988. Infatti il Kloten è l'avversario più ricorrente nelle serie di play-off dell'HC Lugano: ben 12 serie, di cui 7 vittorie luganesi e 5 zurighesi.

Molto accesa è la rivalità tra il Lugano e lo Zurigo, spesso sfociata in scontri tra le tifoserie. Le tensioni maggiori si ebbero all'inizio degli anni Duemila, quando bianconeri e leoni si sfidarono per due anni consecutivi nelle finali per il titolo (2000 e 2001), che gli zurighesi vinsero dopo delle serie di play-off molto combattute.
La rivalità con il Berna nacque dalla rottura dell'amicizia che legava le due tifoserie quando gli orsi militavano nella serie cadetta. In particolare l'astio crebbe tra il 1989 e il 1991, quando le due squadre si affrontarono in finale per tre anni consecutivi. In quel periodo, proprio perché luganesi e bernesi stradominavano la scena dell'hockey elvetico, le sfide tra le due squadre vennero definite i derby della Svizzera.
Piuttosto sentita è anche la rivalità nei confronti del Davos. Uno dei motivi di attrito riguarda il fatto che proprio sulla pista dei grigionesi il Lugano vinse il suo primo titolo svizzero (1986). La rivalità si rinnovò alla fine degli anni Novanta, quando le due squadre si sfidarono per due volte consecutive nei quarti di finale (1998 e 1999), e soprattutto nelle finali del 2003 e del 2006, entrambe vinte dai luganesi. Un altro motivo è il fatto che i supporters grigionesi hanno stretto un forte legame con i tifosi dell'Ambrì-Piotta.

### Libri
- Andreas Wyden; I primi quarant'anni dell'HCL; Lugano: Hockey Club Lugano, 1980
- Ely Riva, Piergiorgio Giambonini;Lugano campione; Lugano: Ed. Giornale del Popolo, 1986
- Flavio Maspoli, Andreas Wyden; Hockey Club Lugano, 1940-1990: 50 anni di storia dagli albori di Muzzano ai trionfi della Resega; Lugano: Hockey Club Lugano, 1990
- 10 anni "Body Check"; Lugano: Black White Panters, 1992
- Piergiorgio Giambonini; 100 derby, 1964-1997; Pregassona: Fontana, 1997
- Vreni Steinegger; La finale; Pregassona: Fontana, cop. 1999
- Carolina Mosconi, Giovanna Mosconi-Botta, Gianna Papa-Buzzi, Guido Romano; Uniti per tornare a vincere: HCL Hockey Club Lugano: uno sguardo dal 1991/1992 al 2001/2002; Pregassona: Fontana Editrice, 2002
- Alcide Bernasconi (a cura di); SINCE 1941 - Hockey Club Lugano - 70 anni di emozioni per un amore che dura una vita; Pregassona: Fontana Editrice, 2011

### Periodici
- il mensile dell'HCL; Lugano: Lugano hockey, 1991→1995
- la rivista dell'HCL e successivamente la rivista dell'Hockey Club Lugano; Lugano: Lugano hockey, 1995